# Акантосициос ощетиненный
Акантосициос ощетиненный (лат. Acanthosicyos horridus) — вид растений, также известного под названием «Нара», единственный представитель рода Акантосициос.

## Описание

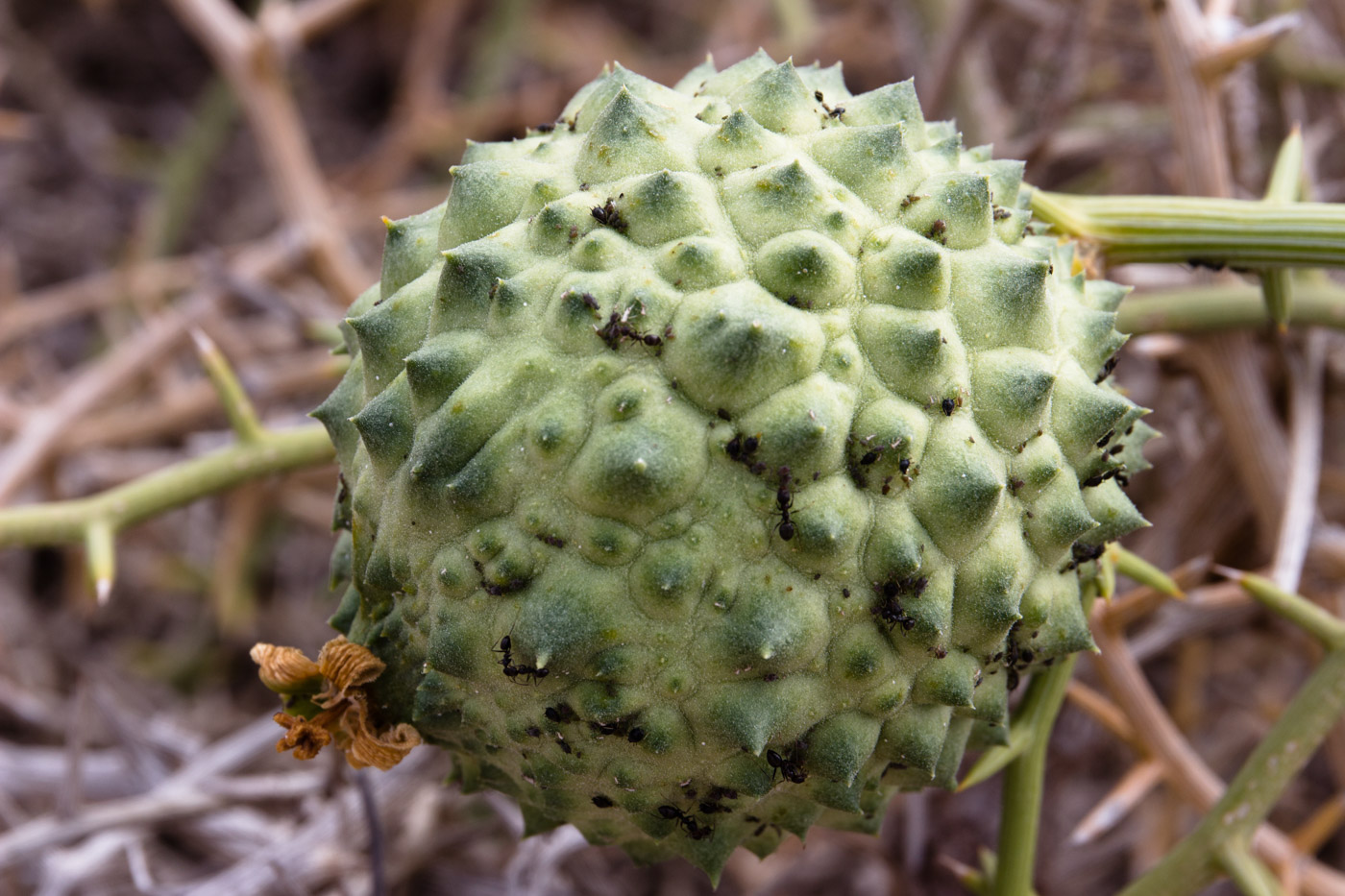
Плод

«Нара» — невысокое безлистное растение, достигающее высоты до 1,5 метра, и представляет типичный ксерофит. У него имеется деревянистый корень, который может достигать длины до 10-12 метров и служит отличным запасом воды. Плод нары представляет собой тыквину с кисло-сладкой мякотью, диаметр которой может достигать 25 сантиметров. Чашелистики нары твёрдые, цветки мелкие, а их кожистые лепестки имеют бледно-жёлтый оттенок. Стебель нары покрыт мелкими волосками и острыми колючками, направленными во все стороны.
Местные шакалы и гиены употребляют сочные плоды нары, чтобы утолить жажду. Поскольку семена практически не перевариваются в желудках животных, это способствует распространению акантосициоса через их испражнения. Кроме того, нара служит источником пищи для местного ночного кузнечика Acanthoproctus diadematus.

## Распространение
Акантосициос ощетиненный является эндемичным видом, обитающим в пустыне Намиб. Растение произрастает на песчаных дюнах в узкой прибрежной полосе, расположенной в Намибии и южной Анголе.

## Применение
Плоды нары также служат местным жителям как источник пищи и средство для утоления голода и жажды.